# Municipio de Lower Milford
El municipio de Lower Milford  (en inglés: Lower Milford Township) es un municipio ubicado en el condado de Lehigh en el estado estadounidense de Pensilvania. En el año 2000 tenía una población de 3.617 habitantes y una densidad poblacional de 71.1 personas por km².

## Geografía
El municipio de Lower Milford se encuentra ubicado en las coordenadas 40°30′30″N 75°27′29″O / 40.50833, -75.45806.

## Demografía
Según la Oficina del Censo en 2000 los ingresos medios por hogar en la localidad eran de $67,008 y los ingresos medios por familia eran $75,409. Los hombres tenían unos ingresos medios de $42,149 frente a los $26,000 para las mujeres. La renta per cápita para la localidad era de $27,572. Alrededor del 2,8% de la población estaban por debajo del umbral de pobreza.